# Intermezzo (Klami)
Intermezzo is een korte compositie van Uuno Klami uit 1937.
Het is een arrangement van een lied uit de eerste akte uit zijn Psalmus, waarbij de sopraanstem vervangen is door een althobo. De pauken houden het werkje gaande. De verdere instrumentatie is als dat van een kamerorkest:
- 2 dwarsfluiten, 1 hobo, 2 klarinetten, 2 fagotten
- 2 hoorns, 1 trombone
- 1 pauken, 1 man / vrouw percussie
- violen, altviolen, celli, contrabassen.

## Discografie
- Uitgave Alba Records Oy: Kymi Sinfonietta o.l.v. Juha Nikkola